# Hans Willy Mertens

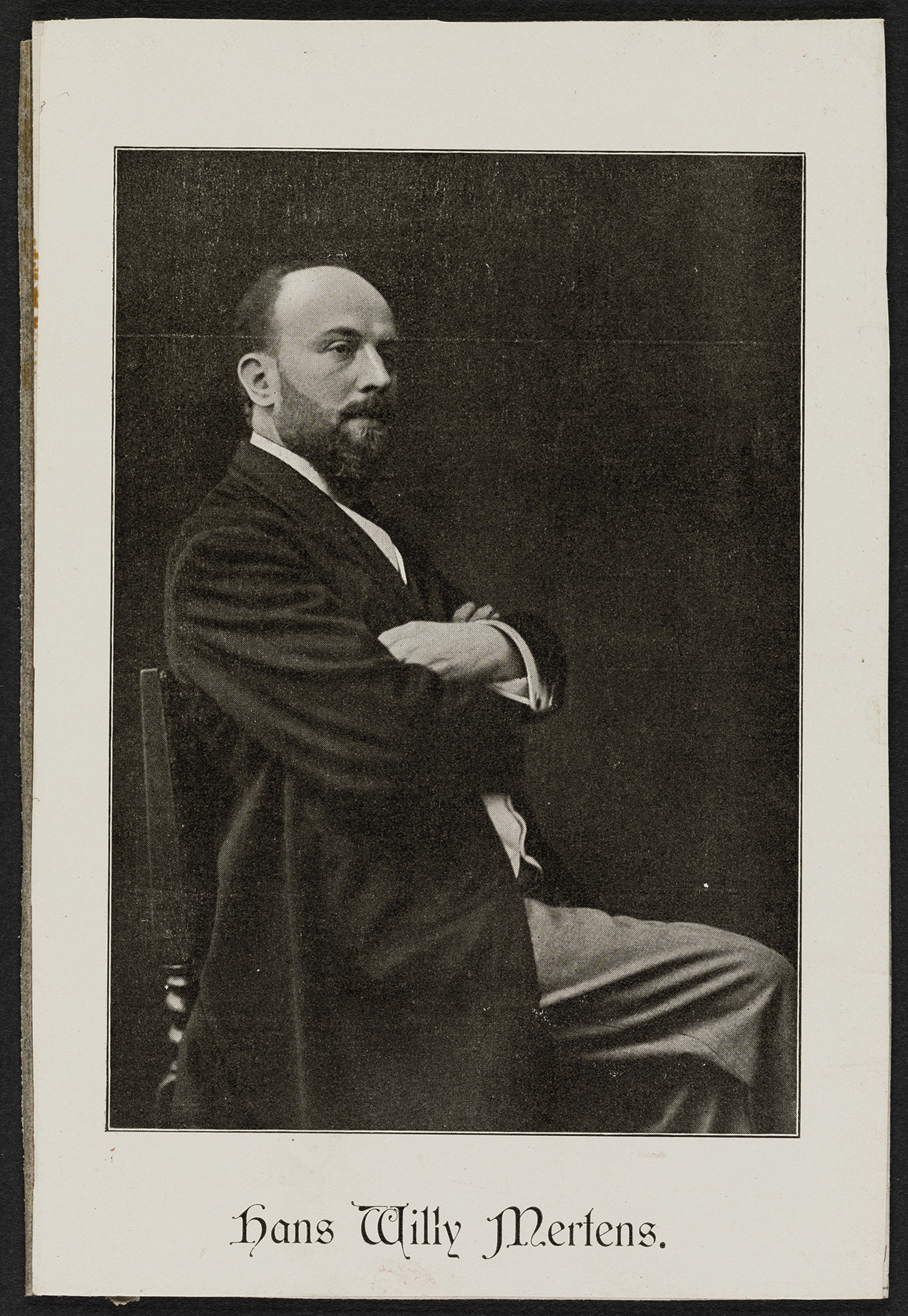
Hans Willy Mertens (ca. 1910)

Johann Wilhelm Mertens gnt. Hans Willy (geboren 26. Mai 1866 in Spich; gestorben 13. Oktober 1921 in Köln-Neustadt-Süd) war ein deutscher Lehrer, Schriftsteller und Sänger.

## Biographie
Nach dem frühen Tod seiner Eltern war Mertens zeitweilig als Kaufmann tätig. Er besuchte das Progymnasium in Siegburg und studierte nachfolgend Germanistik an der Universität Bonn. Anschließend arbeitete er als Privatlehrer in Köln. Seine staatliche Lehrerprüfung legte er 1900 in Brühl ab. Anschließend wirkte er als Volksschullehrer in Morsbach, Urfeld und in Weiden bei Köln sowie nach Ablegung des Examens als Rektor und Mittelschullehrer an der Kaiser-Wilhelm-Schule zu Süchteln und ab 1916 als Mittelschullehrer an der Mittleren Knabenschule I in Köln. 1891 heiratete er in erster Ehe die Witwe Hubertina Flosbach geb. Hoffmann (gestorben 1905) und in zweiter 1912 Maria Krautz aus Weiden. Seit Ostern 1920 auf eigenen Wunsch beurlaubt, hatte sich Mertens an der neugegründeten Universität zu Köln eingeschrieben und war zum Zeitpunkt seines Todes mit der Abfassung seiner philologischen Doktorarbeit befasst.
Mertens wurde bekannt für das Texten rheinischer Lieder, darunter etwa Grüßt mir das blonde Kind am Rhein und Ein rheinisches Mädchen bei rheinischem Wein, das von Sängern wie Willy Millowitsch, Willy Schneider und Rudolf Schock interpretiert wurde.  Der Kölner Sonntags-Anzeiger schrieb im Oktober 1894 über Mertens, er sei als „Sänger sinniger Lieder“ und „ächter Poet“ längst weit über die Grenzen der Stadt bekannt. Ein beliebtes Buch von ihm war Meine Schule mit Anekdoten von seiner Tätigkeit als Lehrer, das 1904 von Bachem verlegt worden war.
Er wurde mehrfach mit Preisen und Ehrengaben der Johannes-Fastenrath-Stiftung ausgezeichnet, die Fastenrath mit seinem letzten Willen 1908 zur Förderung von schriftstellerischen Talenten hatte einrichten lassen.
Mertens starb am 13. Oktober 1921 an einem Schlaganfall in seiner Kölner Wohnung in der Hochstadenstr. 10, nachdem er noch wenige Tage zuvor öffentlich aufgetreten war. Im Nachruf auf ihn schrieb der Kölner Lokal-Anzeiger, Mertens erscheine fast wie die „letzte Blüte der Rheinromantik“. Um die Popularität seiner Werke hätte ihn „manch größerer Poet“ beneiden können.
In seinem letzten Dienstort Weiden bei Köln wurde eine Straße ihm zu Ehren Hans-Willy-Mertens-Straße benannt und in Viersen 1959 ebenfalls.
Ein Porträt von Mertens befindet sich in der Porträtsammlung der Staatsbibliothek Berlin, Signatur Portr. Slg / Lit. kl / Mertens, Hans Willy, Nr. 1.

## Werke (Auswahl)
- Die Lieder der zweiten Frau, Gedichte, 1887
- Leben und Lieben am Rhein. 	Lieder und Dichtungen, 3. verbesserte Auflage, Köln: Kölner Verlags-Anstalt, 1904
- Meine Schule, 3.–4. Tsd., Köln: Bachem, 1906
- Des Heilands Erdenwallen, Hamm i. W.: Breer & Thiemann, 1908; Inhaltsverzeichnis
- Schelmereien aus Kindertagen, Cöln a. Rh.: Kratz 1913; Inhaltsverzeichnis
- Hans Willy Mertens (Text),  Erna Becker-Ernst (Komp.): O Bonna: Der Studentenschaft zur 100jährigen Jubelfeier der Bonner Universität gewidmet, Bonn: Sebesse; in Kommission C. Becker-Ernst, 1919
- Praktischer Lehrgang zur schnellen und leichten Erlernung der spanischen Sprache. Methode Ahn,
  - Kurs 1, Köln: M. DuMont-Schauberg, 1921; Inhaltsverzeichnis
- Goldene Kindheit, 2. Auflage, Köln: Buchhandlung H. Z. Gonski, 1921
- Leben und Lieben am Rhein, 5., gesichtete Auflage, vermehrt um Nachgelassene Gedichte, Köln: J. P. Bachem, 1922; Inhaltsverzeichnis
- Aus des Lebens Tiefe. Dichtungen, Köln: Kratz, um 1922
- Emil Kraemer (Komp.), H. W. Mertens (Text) Ein rheinisches Mädchen bei rheinischem Wein. Hast du geliebt?, Opus 64, Nr. 2, Chor-Partitur für 4-stimmigen gemischten Chor, Dortmund: Wildt, 1950
- Emil Kraemer (Komp.), H. W. Mertens (Text) Drei feurige Dinge. Ich pfeife keck, Op. 140, für vierstimmigen Männer-Chor mit Solo-Bariton, Dortmund: Wildt, 1950
- Fritz Hannemann, Paul Hoppe (Komp.), Hans Willy Mertens: Der treue Husar. Es war einmal ein treuer Husar. Karnevals-Marsch / Ein reinisches Mädchen bei rheinischem Wein ... Hast du geliebt am schönen Rhein?  (= Die Kölner Nationalhymnen zum Jubeljahr 1950), veränderter Neudruck, Köln: Tonger, 1950
- (Hans Willy Mertens), Konrad Ramrath: Wenn nicht die Liebe wär (= Männerchöre und gemischte Chöre zeitgenössischer Komponisten, Bd. 1028), Partitur, Stuttgart: Ernst Scholing Musikverlag, 1953?